# 마그나 인터내셔널
마그나 인터내셔널 주식회사(Magna International Inc.)는 캐나다의 자동차 부품 제조업체이다. 캐나다 최대 기업 중 하나이며 2020년 포브스 글로벌 2000에 등재되었다. 이 회사는 순정 부품 판매 기준으로 북아메리카에서 자동차 부품을 가장 많이 생산하는 제조업체이며, 2001년 이후 20년 연속으로 꾸준히 포춘 글로벌 500 목록에 이름을 올렸다. 자동차 시스템, 어셈블리, 모듈 및 부품을 생산하여 제너럴 모터스, 포드, 스텔란티스는 물론 BMW, 메르세데스, 폭스바겐, 토요타, 테슬라, 타타 자동차 등에도 공급한다.
이 회사의 본사는 오로라 (온타리오주)에 있으며, 최고 경영자는 스와미 코타기리이다. 27개국에 342개의 제조 시설과 91개의 제품 개발, 엔지니어링 및 판매 센터에서 158,000명의 직원을 고용하고 있다. 마그나는 이익을 직원과 주주에게 분배하도록 하는 기업 헌장에 따라 운영된다. 회사 설립자 프랭크 스트로나흐에 따르면 이 계약 조건은 "공정한 기업 시스템"이다.

## 역사
1957년, 프랭크 스트로나흐는 토론토에 임대 차고에서 공구 및 금형 회사인 멀티매틱 인베스트먼트(Multimatic Investments Ltd)를 설립했다. 1959년 제너럴 모터스와 금속 선바이저 브래킷에 대한 첫 자동차 산업 계약을 체결했다.
1960년대 후반까지 이 회사는 8개의 공장을 운영했다. 스트로나흐는 1969년 항공우주, 방위 및 산업 부품 회사인 마그나 일렉트로닉스 코퍼레이션과 합병하여 멀티매틱 인베스트먼트를 공개 회사로 전환했으며, 1973년에 마그나 인터내셔널로 알려지게 되었다.
이 회사는 1974년에 직원 지분 참여 및 이익 공유 프로그램을 개발했다. 1981년까지 마그나는 자동차 산업에 집중하기 위해 항공우주 및 방위 사업을 매각했다. 1990년대에는 아시아로 확장하면서 주요 시스템을 독립적인 상장 회사로 분산시키기 시작했다.
마그나는 2005년 미국 미시간주 생산 라인에서 허머용 자동차 후방 카메라를 설계하기 시작했는데, 당시에는 연방 요구 사항이 아니었다. 이 회사는 자동차 제조업체를 위한 후방 카메라를 개발한 최초의 회사 중 하나였으며, 2007년까지 35만 대의 계약을 체결했다. 이 회사는 4,600만 개 이상의 부품을 생산했으며, 카메라 및 운전자 지원 부품 생산을 위해 6,650만 달러 규모의 공장을 열었다.
2015년 2월, 삼성 SDI는 마그나 인터내셔널의 오스트리아 사업부인 마그나 슈타이어로부터 배터리 팩 사업을 1억 2천만 달러에 인수하기로 합의했다. 마그나 인터내셔널은 2015년 시리즈 B 투자 라운드에 참여한 후 아르거스 사이버 시큐리티와 협력하여 회사의 보안 기술에 접근했다. 이 회사는 2015년 8월 도어 및 계기판, 오버헤드 시스템, 화물 관리 부품을 포함하는 인테리어 사업을 그룹포 안톨린에 매각했다. 그룹포 안톨린에 대한 매각에는 유럽, 북미, 아시아의 36개 공장과 12,000명의 직원이 포함되었는데, 이는 당시 마그나 전 세계 인력의 약 10%에 해당한다. 이 사업은 2014년 24억 달러의 매출을 기록했다.
2018년 3월, 마그나는 승차 공유 회사인 리프트와 협력하여 차량을 자율 주행 자동차로 전환하는 첨단 키트를 공급할 것이라고 발표했다. 이 회사는 이 프로젝트에 2억 달러를 투자했으며 양측은 공동으로 개발된 지적 재산을 소유하게 된다. 또한 마그나가 리프트의 자율 주행 키트 독점 공급 업체가 될 것이라고 언급되었다. 마그나는 2018년 6월 BAIC 그룹과 협력하여 중국 소비자를 위한 "차세대" 스마트 전기차를 개발할 것이라고 발표했다. 워커는 2020년 말 CEO에서 물러났고, 2021년 1월 스와미 코타기리가 후임이 되었다.
2021년 2월, 미시간 주지사 사무실은 마그나가 세인트클레어시에 시설을 열어 2022년형 GMC 허머 전기 픽업트럭용 배터리 인클로저를 생산할 계획이라고 발표했다. 배터리 인클로저는 제너럴 모터스의 디트로이트 및 햄트래믹 시설에서 생산될 예정이다. 새로운 시설은 7천만 달러의 비용이 들고 주에 300개 이상의 일자리를 창출할 것으로 예상된다.
이네오스 그레나디어 오프로드 유틸리티 차량의 전기 버전은 이네오스와 마그나가 개발할 예정이며, 2026년 그라츠에서 생산에 들어갈 예정이다.

## 기업 현황
마그나 인터내셔널 주식회사(온타리오 기업법에 따라 인증된 정식 명칭)는 오로라 (온타리오주)에 본사를 두고 있으며, 27개국에 342개의 제조 시설과 91개의 제품 개발, 엔지니어링 및 판매 센터를 운영하고 있다. 미국 사업은 트로이 (미시간주)에, 유럽 본사는 빈에 있다. 도널드 J. 워커는 1987년부터 2021년까지 마그나의 최고 경영자였다.
마그나는 기업 헌장에 따라 운영되며, 어떠한 변경도 경영진, 주주 및 직원의 합의를 요구한다. 이 회사는 세전 이익의 10%를 직원들과 공유한다. 2019년 기준으로 이 회사는 158,000명의 직원을 고용하고 있다.

### 인수
2002년, 마그나 인터내셔널은 다임러크라이슬러와 오스트리아 기반의 유로스타 오토모빌베르크 사업을 인수하는 계약을 체결했다고 발표했다.
마그나는 2004년 9월 제너럴 모터스와 크라이슬러의 합작투자였던 뉴 벤처 기어의 80%를 인수하여 마그나 파워트레인에 통합했다. 2007년에 완전 소유권을 확보했으며, 2012년 8월에 사업을 종료했다.
2004년 10월, 마그나는 과거 독립 회사로 분사했던 세 사업부(1995년 IPO 테스마 인터내셔널, 1997년 IPO 데코마 인터내셔널, 2001년 IPO 인티어 오토모티브)의 기존 공모를 해제할 의사를 발표했다. 마그나는 세 회사 이사회에 현금 및 마그나 주식으로 총 CA$1.3 억 캐나다 달러(2024년 $2 억 달러에 해당)의 예상 비용으로 마그나 인터내셔널 내에서 회사를 민영화하겠다는 제안을 했다. 세 회사의 민영화는 2005년 2월(테스마와 데코마)과 4월(인티어)에 완료되었다.
마그나는 2005년 11월 포르쉐로부터 컨버터블 루프 공급업체인 CTS Fahrzeug-Dachsysteme를 인수했다.
2015년 7월, 마그나는 전 세계 자동차 변속기 최대 공급업체 중 하나인 독일 회사 게트락을 19억 달러에 인수했다. 이 인수는 중국 시장에서의 성장 잠재력을 높이는 데 기여했다.
2018년, 이 회사는 독일의 모션 제어 소프트웨어 개발업체인 Haptronik GmbH를 인수했고, 이탈리아 자동차 조명 제조업체인 OLSA S.p.A.를 인수했으며, 스페인 자동차 시트 회사인 Viza Geca SL을 인수했다. 이 회사는 Innoviz Technologies와 협력하여 BMW 그룹의 자율 주행 차량용 고체 라이다를 생산했다.
마그나는 2022년 1월 보스턴 스타트업 Optimus Ride와 120명 이상의 직원을 인수했다.
2022년 12월, 마그나가 SSW 파트너스로부터 스톡홀름에 본사를 둔 비오니어 액티브 세이프티 사업을 15억 2천만 미국 달러에 인수했다고 발표되었다.

#### 그룹
2024년 기준 기준으로 마그나 인터내셔널은 7개의 그룹으로 구성되어 있으며, 이들 그룹은 추가적인 자회사 및 사업부를 보유하고 있다.
- 코스마
- 마그나 일렉트로닉스
- 마그나 파워트레인
- 마그나 익스테리어스
- 마그나 시팅
- 마그나 슈타이어
- 메카트로닉스, 미러 및 조명

## 기술
마그나 인터내셔널은 역사적으로 자동차 제조업체와 협력하여 접이식 미니밴 시트, 반응 주입 성형(RIM) 범퍼를 포함한 외부 시스템, 선진 운전자 지원 시스템(ADAS), 사각지대 감지 및 차선 이탈 경고 시스템과 같은 스마트 모빌리티 시트를 포함한 차량 안전 및 기술을 발전시켜 왔다. 이 회사는 북미에서 가장 큰 자동차 부품 공급업체이며 전 세계적으로 세 번째로 큰 회사이다.
이 회사는 모빌리티 기술을 사용하여 완전 자율 주행 시스템을 위한 맞춤형 컴퓨팅을 개발한다. 2018년에는 자동차 제조업체가 레벨 5 자율 주행을 달성하는 데 도움이 되는 Icon 레이더 시스템과 자동 비상 제동 시스템을 도입했다. 마그나는 BMW와 전기화에 협력하여 계약 방식으로 전기차를 생산하고 있다. 이 회사는 또한 차량 "경량화"를 위해 새로운 재료를 사용하는 것으로도 알려져 있다. 2017년 골드만삭스는 마그나와 같은 공급업체가 개발한 자동화 기능이 향후 10년간 전 세계 매출에서 연간 복합 성장률 42%를 기록할 것이라고 보고했다.